# Gävledala
Gävledala var SVT:s regionala nyhetsprogram för Gävleborgs och Dalarnas län 1994-2015. Programmet startade med sin första nyhetssändning den 10 januari 1994 och sände från Falun. Gävleborgs och Dalarnas län hade ibland egna program vid namn SVT Dalarna och SVT Gävleborg. Redaktioner fanns i Falun, Gävle, Hudiksvall och Sälen. 2015 blev programmet nedlagt och uppdelat i två sändningar: SVT Gävleborg och SVT Dalarna.

## Sändningstider
Vardagar: 07.10-07.13, 07.40-07.43, 08.10-08.13, 08.40-08.43 och  09.10-09.13 i SVT1.
18.30-18.43 och 19.55-19.59 i SVT1.
21.46-21.55 i SVT2 (mån-tors). 21.25-21.30 i SVT2 (fre).
Söndagar: 18.10-18.14 och 19.55-19.59  i SVT1.
Sommar/jul
Vardagar: 07.40-07.43, 08.10-08.13, 08.40-08.43 och 09.10-09.13 i SVT1.
18.10-18.15 och 19.55-19.59 i SVT1.
21.25-21.30 i SVT2.